# Vlag van Grolloo

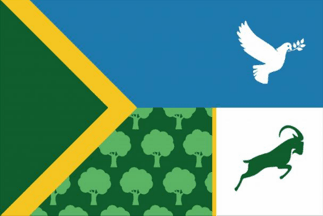
Vlag van Grolloo

De vlag van Grolloo is de dorpsvlag van het Nederlandse dorp Grolloo, in de Drentse gemeente Aa en Hunze. De vlag werd in 2020 in gebruik genomen. Ook wordt deze dorpsvlag ook de vlag van de nabijgelegen dorpjes Papenvoort en Vredenheim.
Het ontwerp begint links met een groene en gele driehoek. Het groen en geel vertegenwoordigt de gemeente Aa en Hunze waar Grolloo ligt. Onderin is een patroon van bomen is afgebeeld, welke het Grollooërveld symboliseert. Dit bos verbindt de drie dorpen Grolloo, Papenvoort en Vredenheim met elkaar. Rechts op de vlag zijn een witte duif en een groene steigerende bok geplaatst. De bok staat symbool voor de Grollerbokken zoals de inwoners van Grolloo ook wel genoemd worden. De duif symboliseert vrede en verwijst naar het dorpje Papenvoort en Vredenheim.
Anloo
· Annen
· Annerveenschekanaal
· Dalen
· De Groeve
· Een
· Eext
· Eexterveen
· Eexterveenschekanaal
· Elim
· Gasselternijveen
· Gasteren
· Gieten
· Gieterveen
· Grolloo
· Hollandscheveld
· Nieuw-Weerdinge
· Noordscheschut
· Schoonoord
· Tiendeveen
· Uffelte
· Wapse
· Witteveen
· Yde-De Punt
· Zorgvlied